# UFC on FOX 20
UFC on FOX 20: Holm vs. Shevchenko（ユーエフシー・オン・フォックス・トゥエンティー：ホルム・バーサス・シェフチェンコ）は、アメリカ合衆国の総合格闘技団体「UFC」の大会の一つ。2016年7月23日、イリノイ州シカゴのユナイテッド・センターで開催された。

## 大会概要
本大会ではホリー・ホルムとヴァレンティーナ・シェフチェンコによる女子バンタム級戦が組まれた。
キャリア8戦全勝のドミトリー・スモリャコフがUFCデビュー。

## 試合結果

### アーリープレリム
第1試合 ヘビー級 5分3R
○  ルイス・エンリケ vs.  ドミトリー・スモリャコフ ×
2R 3:58 リアネイキドチョーク
第2試合 フェザー級 5分3R
○  ジェイソン・ナイト vs.  ジム・アラーズ ×
3R終了 判定2-1（29-28、28-29、29-28）
第3試合 ウェルター級 5分3R
○  アレックス・オリベイラ vs.  ジェームス・ムーンタスリ ×
3R終了 判定3-0（30-26、30-26、30-25）

### プレリミナリーカード
第4試合 ライト級 5分3R
○  ミシェウ・プラゼレス vs.  JC・コットレル ×
3R終了 判定3-0（30-26、30-27、30-27）
第5試合 ウェルター級 5分3R
○  カマル・ウスマン vs.  アレクサンドル・ヤコヴレフ ×
3R終了 判定3-0（30-25、30-25、30-25）
第6試合 フェザー級 5分3R
○  ダレン・エルキンス vs.  ゴドフレド・ペペイ ×
3R終了 判定3-0（29-27、29-27、30-26）
第7試合 バンタム級 5分3R
○  エディ・ワインランド vs.  フランキー・サエンズ ×
3R 1:54 TKO（スタンドパンチ連打）

### メインカード
第8試合 女子ストロー級 5分3R
○  フェリス・ヘリッグ vs.  ケイリン・カラン ×
1R 1:59 リアネイキドチョーク
第9試合 ヘビー級 5分3R
○  フランシス・ガヌー vs.  ボヤン・ミハイロビッチ ×
1R 1:34 TKO（パウンド）
第10試合 ライト級 5分3R
○  エジソン・バルボーザ vs.  ギルバート・メレンデス ×
3R終了 判定3-0（30-27、30-27、29-28）
第11試合 女子バンタム級 5分5R
○  ヴァレンティーナ・シェフチェンコ vs.  ホリー・ホルム ×
5R終了 判定3-0（49-46、49-46、49-46）

### 各賞
ファイト・オブ・ザ・ナイト： ジェイソン・ナイト vs. ジム・アラーズ
パフォーマンス・オブ・ザ・ナイト： フェリス・ヘリッグ、エディ・ワインランド
各選手にはボーナスとして5万ドルが授与された。

### カード変更
負傷などによるカードの変更は以下の通り。
- トニー・マーティン → JC・コットレル（第4試合）

- ライアン・ラフレアー → カマル・ウスマン（第5試合）

- アンソニー・ジョンソン vs. グローバー・テイシェイラ → UFC 202に移動

- ヘクター・ウルビナ vs. ジョージ・サリヴァン → サリヴァンの薬物検査失格により中止